# Phaea beierli
Phaea beierli är en skalbaggsart som beskrevs av Chemsak 2000. Phaea beierli ingår i släktet Phaea och familjen långhorningar.
Artens utbredningsområde är Honduras. Inga underarter finns listade i Catalogue of Life.